# Il Leone di San Marco
Il Leone di San Marco è un film del 1964 diretto da Luigi Capuano.

## Trama
Nella Venezia seicentesca, Manrico Venier, figlio del doge, vorrebbe combattere i pirati uscocchi che infestano l'Adriatico, ma il padre l'ha destinato alla carriera diplomatica. Manrico allora, sotto mentite spoglie del "Leone di San Marco", combatte ugualmente i pirati con l'aiuto d'un gruppo di veneziani.